# Zdeněk Kub
Zdeněk Kub (* 10. ledna 1964) je český baskytarista skupiny Niakara. Nejlépe známý svým dlouholetým působením v metalové kapele Arakain.
Zkušenosti s hraním na basovou kytaru získával už ve školní kapele. V začátcích své hudební kariéry hrál ve skupinách Železná neděle (1982 – 1985) a Madona. Od roku 1986 až do roku 2021 působil ve skupině Arakain, kde rovněž skládal hudbu a po odchodu Aleše Brichty (2002) psal "z nouze" i texty. V Arakainu se autorsky podílel např. na hitech: Proč?, 311. peruť, Šeherezád, Strážci času, Antikrist, Kolonie termitů, Rám křivejch zrcadel, Hlas krve, Karavana slibů, Návrat bohů, Trip, Promiňte slečno, Prázdnej kout nebo Napoleon. V roce 1999 organizuje projekt se svým kolegou z Arakainu Jiřím Urbanem s názvem Project KAIN. 
V květnu 2023 oznámil nový hudební projekt s názvem Niakara se kterým bude hrát skladby, které složil pro Arakain, ale nikdy nebo málo zazněly na koncertech. Kapela taky připravuje svoje singly a také oznámí koncertní šňůru.